# 咬文嚼字
《咬文嚼字》是上海文化出版社发行的月刊，創刊於1995年1月，今為32開，約50頁。刊物旨為规范汉字的使用，内容有如：糾正媒體藝人、名家作品的錯別字；分析词语涵义与语源；辨明易错字、易混字与汉字读音；讲述汉字词语的故事等。
《咬文嚼字》發起了多次「社會查找錯字活動」，並造成一定影響。
杂志每本定价6元。